# 룩퉁
룩퉁(태국어: ลูกทุ่ง)은 태국의 대중음악 장르이다.

## 대표적인 룩퉁 가수
- 수라폰 솜밧자런
- 퐁시 원눗
- 사얀 산야
- 욧락 살락차이
- 산티 두앙사왕
- 품푸앙 두앙짠
- 수나리 랏시마

## 관련 논문
- 이지은, 〈태국 대중음악 룩퉁에 나타난 연애관 연구〉, 《한국태국학논총》 29-2, 한국태국학회, 2023년

## 같이 보기
- 태국 음악
- 몰람